# Hubert Sittart
Hubert Sittart (né le 20 août 1860 à Floßdorf, † le 12 septembre 1942 à Krefeld) est professeur et membre du Reichstag allemand .

## Biographie
Sittart étudie à l'école de la cathédrale d'Aix-la-Chapelle, au collège Marie-Thérèse de Herve (Belgique), au séminaire royal des enseignants à Kornelimünster puis à l'institut royal de formation pédagogique à Berlin. À partir de 1880, il est professeur d'école primaire, à partir de 1883 à Aix-la-Chapelle et de 1888 à 1896, enseignant à l'école de dessin et d'artisanat d'Aix-la-Chapelle. En 1880, il sert au sein du 40e régiment des fusiliers.
De 1899 à 1908, il est membre de la Chambre des représentants de Prusse et, du 8 février 1901 à 1918, du Reichstag allemand pour la 3e circonscription du district d'Aix-la-Chapelle (Aix-la-Chapelle-ville) et du parti du centre allemand. Il est alors rapporteur de la loi sur le travail commercial des enfants et de la loi sur les assurances pour les employés.